# Konkordanz (Schriftmaß)
Non Plus Ultra (2 Punkt)
Microscopique (2,5 Punkt)
Brilliant (3 Punkt)
Diamant (4 Punkt)
Perl (5 Punkt)
Nonpareille (6 Punkt)
Insertio (6,5 Punkt)
Kolonel (7 Punkt)
Petit (8 Punkt)
Borgis (9 Punkt)
Korpus (10 Punkt)
Rheinländer (11 Punkt)
Cicero (12 Punkt)
Mittel (14 Punkt)
Tertia (16 Punkt)
Paragon (18 Punkt)
Text (20 Punkt)
Kanon (36 Punkt)
Konkordanz (48 Punkt)
Sabon (60 Punkt)
Die Konkordanz ist ein Schriftgrad im Bleisatz mit einer Kegelhöhe von 48 Didot-Punkten, das entspricht 18,048 mm oder vier Cicero. Die Entsprechung in 48 DTP-Punkten misst 16,93 mm, also zwei Drittel englischen Zoll.
Schriftgießereien verwenden im Bleisatz eine Referenztabelle, die sogenannte Mitteltabelle, die eine Umrechnung zwischen Kegel- und Schriftgrößen auf Basis des deutschen Konkordanzsystems ermöglicht. Es wurde hauptsächlich zur Definition von Linien, Regletten und Stegen verwendet.